# Crnjelovo Gornje
Crnjelovo Gornje (en serbe cyrillique : Црњелово Горње) est un village de Bosnie-Herzégovine. Il est situé sur le territoire de la ville de Bijeljina et dans la république serbe de Bosnie. Selon les premiers résultats du recensement bosnien de 2013, il compte 1 406 habitants.

## Géographie
Le village est situé à la frontière entre la Bosnie-Herzégovine et la Serbie, à la confluence du Glavni Obodni kanal et de la Save (un affluent droit du Danube).

## Démographie

### Évolution historique de la population dans la localité
| 1948  | 1953  | 1961  | 1971  | 1981  | 1991  | 2013  |
| ----- | ----- | ----- | ----- | ----- | ----- | ----- |
| 1 747 | 1 836 | 1 889 | 1 933 | 1 903 | 1 840 | 1 406 |

|  |